# Heliamphora hispida
Heliamphora hispida este o specie de plante carnivore din genul Heliamphora, familia Sarraceniaceae, ordinul Ericales, descrisă de A. Wistuba și Amp; J. Nerz. Conform Catalogue of Life specia Heliamphora hispida nu are subspecii cunoscute.